# Robringhausen
Robringhausen – wieś i zarazem dzielnica gminy Anröchte w powiecie Soest, w kraju związkowym Nadrenia Północna-Westfalia, w rejencji Arnsberg.

## Demografia
Według spisu ludności z końca 2024 roku, w Berge mieszkało 162 mieszkańców.

## Historia
Pierwsza udokumentowana wzmianka o wsi Robringhausen pochodzi z 1297 roku. W 1300 roku Robringhausen było siedzibą jurysdykcji dla pięciu wsi: Robringhausen, Altenmellrich, Klieve, Uelde i Waltringhausen.

### Reorganizacja gmin
Do reorganizacji gmin w 1975 roku Robringhausen było niezależną gminą w powiecie Anröchte. Obecnie Robringhausen jest jedną z 10 wsi gminy Anröchte, utworzonej w 1975 roku.

## Polityka
Panią burmistrz Robringhausen jest Nicoletta Lüker-Großmann (CDU/CSU).